# What If... Zombies?!
"What If... Zombies?!" es el quinto episodio de la primera temporada de la serie de televisión animada estadounidense What If...?, basada en la serie de Marvel Comics del mismo nombre. Este episodio explora lo que sucedería si los eventos de las películas del Universo cinematográfico de Marvel (MCU) Ant-Man and the Wasp (2018) y Avengers: Infinity War (2018) ocurrieran de manera diferente, con miembros de los Vengadores convirtiéndose en zombies e iniciando un apocalipsis zombie mundial, mientras un grupo de supervivientes busca una cura. El episodio fue escrito por el editor de historias Matthew Chauncey y dirigido por Bryan Andrews.
Jeffrey Wright narra la serie como el Vigilante, y este episodio también cuenta con las voces de Mark Ruffalo, Chadwick Boseman, Paul Bettany, Sebastian Stan, Evangeline Lilly, Paul Rudd, Jon Favreau, Danai Gurira, Emily VanCamp, David Dastmalchian, Hudson Thames, y Tom Vaughan-Lawlor. La serie comenzó a desarrollarse en septiembre de 2018, Andrews se unió poco después y se esperaba que muchos actores repitieran sus papeles de las películas de MCU. La animación del episodio estuvo a cargo de Squeeze, con Stephan Franck como jefe de animación. El episodio se inspiró en la serie de cómics Marvel Zombies.
"What If... Zombies?!" se estrenó en Disney+ el 8 de septiembre de 2021. El episodio recibió críticas mixtas de los críticos, con diferentes puntos de vista sobre su tono, escritura y lógica de la historia, y actuación de voz. Se está desarrollando una serie animada basada en la realidad del episodio.

## Trama
Hank Pym ingresa al Reino Cuántico para recuperar a su esposa perdida Janet van Dyne, pero ella ha sido infectada con un virus cuántico que la ha convertido en un zombi.  Ella infecta a Pym antes de que ambos regresen a su laboratorio, atacando a Scott Lang mientras su hija, Hope van Dyne, escapa. En menos de 24 horas, el virus se propaga por todo el Noroeste de los Estados Unidos. Los Vengadores responden, pero fracasan y ellos mismos se infectan y convierten el virus en un apocalipsis zombi.
Dos semanas después, Bruce Banner es enviado a la Tierra para advertir a la humanidad de la amenaza de Thanos. Sus hijos, Ebony Maw y Cull Obsidian llegan, solo para ser convertidos en zombis por Tony Stark, Stephen Strange y Wong, quienes fueron infectados por otros zombis.  Hope y la Capa de Levitación matan a los tres zombis, salvando a Banner. Otro superviviente, Peter Parker, lleva a Banner a conocer al resto del grupo de supervivientes: Bucky Barnes, Okoye, Sharon Carter, el amigo de Scott Kurt y Happy Hogan. El grupo viaja a Campamento Lehigh en New Jersey, donde creen que se está desarrollando una cura para el virus. En el camino, son atacados por tres zombis, incluidos Steve Rogers, Clint Barton y Sam Wilson, quienes matan a Carter y Hogan antes de que los supervivientes maten a su vez a los Vengadores zombificados.
Hope es infectada por un zombi durante el ataque y se sacrifica para llevar a los demás supervivientes al campamento. Se encuentra con Visión, cuya Gema de la mente puede revertir los efectos del virus, ejemplificado por la cabeza curada de Lang que se mantiene viva en un frasco. Sin embargo, el grupo también se entera de que Visión ha estado manteniendo cautiva a Wanda Maximoff zombificada debido a que se resistió a la Gema de la Mente y le ha estado alimentando con otros sobrevivientes, incluidos pedazos de T'Challa. Maximoff se libera y mata a Kurt, Okoye y Barnes. No dispuesto a vivir sin Maximoff, Visión se sacrifica para entregar la Gema de la Mente para que los demás puedan curar el mundo con ella.
Mientras Parker, Lang, T'Challa y la Capa escapan en un quadjet, Banner se queda atrás y se convierte en Hulk para luchar contra Maximoff y una horda de zombis que se aproxima a costa de su propia vida. Con la esperanza de transmitir la energía de la Gema de la Mente por todo el mundo, los cuatro supervivientes se dirigen a Wakanda, sin saber que el país ha sido conquistado por un Thanos zombificado que porta su Guantelete del infinito con las cinco gemas.

## Producción

### Desarrollo
En septiembre de 2018, Marvel Studios estaba desarrollando una serie de antología animada basada en los cómics What If...?, que explorarían cómo se alterarían las películas del Universo Cinematográfico de Marvel (MCU) si ciertos eventos ocurrieran de manera diferente.    El director Bryan Andrews se reunió con el ejecutivo de Marvel Studios, Brad Winderbaum, sobre el proyecto ya en 2018,  y su participación se anunció en agosto de 2019.  Andrews y Winderbaum son productores ejecutivos junto con el escritor principal AC Bradley, Kevin Feige, Louis D'Esposito y Victoria Alonso.  El editor de historias Matthew Chauncey escribió el quinto episodio,  titulado "What If... Zombies?!",  que presenta una historia alternativa de las películas de 2018 Ant-Man and the Wasp y Avengers: Infinity War.  Tom Jorgensen de IGN dijo que el título del episodio era una "interpretación en broma" de la convención de nomenclatura establecida de la serie, pero "también era indicativo de cuánto se pensó en vender un apocalipsis zombie que funcione en el MCU".  "What If... Zombies?!" se lanzó en Disney+ el 8 de septiembre de 2021. 

### Escritura
En la historia alternativa del episodio, Janet van Dyne regresa del Reino Cuántico con un virus cuántico que se propaga por toda la población mundial creando un apocalipsis zombi.  El episodio es una adaptación de comedia negra y terror de la serie de cómics Marvel Zombies,  con una serie de referencias directas a los cómics del episodio, más que cualquier otro episodio de What If...?.  Bradley había intentado anteriormente escribir una historia de "horror del cuerpo oscuro" en la que Spider-Man se convierte en una araña real, inspirándose en la novela corta de Franz Kafka de 1915 La metamorfosis, que Marvel rechazó por ser demasiado oscura para su objetivo de audiencia de TV-14.  Luego propuso la idea de que los personajes de MCU se convirtieran en zombis como una idea de historia alternativa, sin conocer la serie Marvel Zombies existente.  Kevin Feige había expresado previamente interés en una adaptación de acción real de Marvel Zombies en 2013, pero no pudo adaptar con precisión la historia a la película debido al grupo demográfico objetivo del MCU;  animó a Bradley a seguir la idea en forma animada para What If...?. 
Chauncey fue quien "encabezó" el episodio, creando inicialmente un borrador con muertes más espantosas.  Él y Bradley dudaban en que T'Challa apareciera sin su pierna debido a las implicaciones raciales de "una pareja blanca [Vision y Wanda Maximoff] básicamente dándose un festín con un hombre de color", pero decidieron incluirlo como referencia a una parte importante. del cómic Marvel Zombies . Razonaron que perder una extremidad en un apocalipsis zombi era "escapar fácilmente" en comparación con alguien como Scott Lang, que termina con la cabeza en un frasco. Otros huevos de Pascua en el episodio incluyen una referencia a la frase "hasta el final de la línea" de Capitán América y El Soldado del Invierno (2014);  un homenaje al logo de Mutant Enemy Productions, la productora de la serie de televisión de terror Buffy the Vampire Slayer;  y la primera mención del MCU del tío Ben de Peter Parker.  Esto se incluyó en los primeros borradores del guion y se mantuvo a pesar de que Bradley y Chauncey esperaban que Marvel solicitara su eliminación.  

### Casting
Jeffrey Wright narra el episodio como el Vigilante, y Marvel planea que otros personajes de la serie tengan la voz de los actores que los interpretaron en las películas del MCU.  El episodio está protagonizado por las voces que regresan de Mark Ruffalo como Bruce Banner / Hulk, Chadwick Boseman como T'Challa / Black Panther, Paul Bettany como Vision, Sebastian Stan como Bucky Barnes/Winter Soldier, Evangeline Lilly como Hope van Dyne / Wasp, Paul Rudd. como Scott Lang/Ant-Man, Jon Favreau como Harold "Happy" Hogan / Zombie Happy, Danai Gurira como Okoye, Emily VanCamp como Sharon Carter, David Dastmalchian como Kurt y Tom Vaughan-Lawlor como Ebony Maw. 
Tom Holland no repite su papel de Peter Parker/Spider-Man de la serie de películas, con Hudson Thames dando voz al personaje en el episodio;  Winderbaum atribuyó la refundición de Holland a posibles conflictos con el acuerdo de los derechos cinematográficos del personaje entre The Walt Disney Company y Sony Pictures.   Aunque Thames suena similar a Holland, creó su propia interpretación para poder identificarse con el personaje.  El personaje fue comercializado como "Zombie Hunter Spider-Man".  Josh Keaton retoma su papel de Steve Rogers / Capitán América del primer episodio, en el que reemplazó a la estrella del MCU Chris Evans.  Varios personajes aparecen en papeles que no hablan, incluidos Tony Stark / Iron Man, Dr. Stephen Strange, Wong, Cull Obsidian, Hank Pym, Janet van Dyne, Natasha Romanoff / Black Widow, Clint Barton / Hawkeye, Sam Wilson / Falcon, Wanda Maximoff y Thanos;  Muchos de estos personajes aparecen como versiones zombis de sí mismos. 

### Animación
La animación del episodio estuvo a cargo de Squeeze,   con Stephan Franck como jefe de animación.  Andrews desarrolló el estilo de animación cel-shaded de la serie con Ryan Meinerding, jefe de desarrollo visual de Marvel Studios.   Aunque la serie tiene un estilo artístico consistente, elementos como la cámara y la paleta de colores difieren entre episodios.  El arte conceptual del episodio se incluye durante los créditos finales y Marvel lo publicó en línea después del estreno del episodio. 

### Música
Marvel Music y Hollywood Records lanzaron digitalmente una banda sonora para el episodio el 10 de septiembre de 2021, con la partitura de la compositora Laura Karpman. 

## Marketing
El 7 de agosto de 2021, Marvel anunció una serie de carteles creados por varios artistas para corresponder con los episodios de la serie, incluido un cartel con versiones zombificadas de Iron Man y el Capitán América en una apocalíptica ciudad de Nueva York diseñada por Chris Christodoulou, como parte de una serie de carteles de la serie. Mira Jacobs de Comic Book Resources notó el universo alternativo "sombrío" representado en el cartel, así como "una horda de zombis acechando en la oscuridad" y "una versión rota del logo de los Vengadores".  Después del lanzamiento del episodio, Marvel anunció productos inspirados en el episodio como parte de su promoción semanal "Marvel Must Haves" para cada episodio de la serie, incluida ropa, accesorios, Funko Pops, figuras de Marvel Legends y minifiguras de Lego basadas en las versiones zombis de personajes. 

## Recepción
David Opie de Digital Spy dijo que el episodio "entrega los productos" y fue una adaptación sorprendentemente fiel de los cómics de Marvel Zombies, elogiando su equilibrio de momentos tristes, cómicos y espantosos.  Kirsten Howard de Den of Geek estuvo de acuerdo en que "What If... Zombis?!" Fue un episodio divertido, especialmente para los fanáticos de los cómics de Marvel Zombies, y sentí que estaba lleno de momentos destacados, como el "glorioso video de entrenamiento de zombies" de Parker. Howard dijo que la lucha de Parker por mantener viva la esperanza en el apocalipsis zombi era similar a la historia del cómic Marvel Zombies: Resurrection y era "igual de conmovedora". También destacó la Capa de Levitación, Kurt y Happy Hogan, y le dio al episodio 4,5 de 5 estrellas.  Escribiendo para The AV Club, Sam Barsanti creía que el episodio tenía "toda la violencia, el humor negro y el cerebro que cabría esperar", y le dio al episodio una "B-". Barsanti sintió que las interjecciones de Parker sobre referencias a la cultura pop socavaron con éxito los elementos de terror del episodio a pesar de ser un tropo repetitivo después de historias como Zombieland (2009). 
Tom Jorgensen de IGN fue más negativo sobre el episodio, comparándolo con "¿Que pasaría si... Doctor Strange perdiera su corazón en lugar de sus manos?", que tenía la oscuridad arraigada en el arco del personaje de Doctor Strange, mientras que la historia de "What If... Zombis?!" simplemente "camina arrastrando los pies" entre diferentes encuentros con zombis; obtuvo el episodio 5 sobre 10. Jorgensen criticó las inconsistencias tonales y la comedia del episodio, sintiendo que esta última se usó en exceso y restó valor al realismo de las conexiones de la historia con el MCU. También se mostró en desacuerdo con que el virus se explicara sólo como un "virus cuántico", lo que en su opinión era una escritura perezosa. Jorgensen disfrutó cómo el brote afectó a Vision, pero se sintió decepcionado porque el episodio pasó rápidamente de su exploración del desprecio del personaje por la vida humana al tratar de salvar a Maximoff. Se mostró mayoritariamente positivo acerca de las secuencias de acción, pero sintió que se veían obstaculizadas por la lógica poco clara del episodio de por qué los personajes zombis podían usar sus superpoderes.  Amon Warmann estuvo de acuerdo con los sentimientos de Jorgensen en su reseña para Yahoo! News, encontrando el episodio general insatisfactorio y el más débil de la serie hasta el momento. Se mostró positivo sobre el "optimismo eterno" de Parker y su relación con Hope, y dijo que el acto final de Hope de volverse gigante por primera vez en el MCU fue "maravillosamente interpretado", pero encontró que el episodio se apresuró aún más. problemas de ritmo que los que había destacado en episodios anteriores. Al igual que Jorgensen, Warmann también comparó este episodio con el tono trágico del anterior, criticando "What If... Zombis?!" por intentar moverse entre tonos oscuros y cómicos de una manera "inconexa" y por la forma inconsistente en que se sentían los personajes al matar versiones zombis de otros héroes.
A pesar de sus sentimientos mayoritariamente negativos por el episodio, Jorgensen se mostró positivo acerca de la actuación de voz, algo que había criticado en episodios anteriores. Destacó específicamente las actuaciones de Gurira, Boseman y Dastmalchian.  Warmann, por otro lado, sintió que la actuación de voz de la serie era "más variada que nunca", criticando las actuaciones de Ruffalo y Stan. Sintió que Lilly dio la actuación más fuerte del episodio y se sorprendió de lo cerca que estaba la voz de Thames de la interpretación de Parker de Tom Holland.  Barsanti pensó que Thames hizo un buen trabajo reemplazando a Holland y disfrutó de la actuación cómica de Rudd, así como de la broma visual de la Capa de Levitación volando con la cabeza de Lang en un frasco. Se sorprendió por el papel de Boseman en el episodio después de que el segundo episodio fuera presentado como una despedida del difunto actor.  Opie, Barsanti, Jorgensen y Warmann destacaron la conmovedora frase de Boseman en el episodio: "En mi cultura, la muerte no es el final. Todavía están con nosotros, siempre y cuando no los olvidemos".    

## SerieMarvel Zombis
En noviembre de 2021, se anunció una serie animada de Marvel Zombies, con Andrews regresando como director y  Zeb Wells sirviendo como escritor principal.  Es una continuación de la realidad presentada por primera vez en este episodio de la serie,  que "mira ese universo con una lente diferente",  siguiendo a un grupo de supervivientes que deben luchar contra antiguos héroes. y villanos. Marvel Studios comenzó el desarrollo de la serie derivada después de la respuesta positiva de los fanáticos al episodio y su final de suspenso.  Marvel Zombies está programado para debutar en Disney+ en 2024, Tras varios retrasos la serie se estrenara en octubre de 2025  y constará de cuatro episodios. 